# Andra Day
Cassandra Monique Batie (más conocida como Andra Day; Edmonds, Washington, 30 de diciembre de 1984) es una cantante, compositora y actriz estadounidense. En 2015, lanzó su álbum debut, Cheers to the Fall, que alcanzó el puesto 48 en el ranking Billboard 200 de Estados Unidos. En los   Premios Grammy de 2016, el álbum fue nominado en la categoría Mejor álbum de R&B, y su principal sencillo, "Rise Up", obtuvo una nominación a la mejor interpretación de R&B. A finales de 2015, Day realizó un comercial para Apple TV junto con Stevie Wonder. En noviembre de 2016, inició su gira Cheers to the Fall Tour en San Diego, California.
En 2021, personificó a Billie Holiday en la película biográfica The United States vs. Billie Holiday. Por su interpretación, obtuvo un Globo de Oro a la mejor actriz de drama y una nominación en la categoría Mejor canción original; asimismo, fue nominada a los Premios Óscar como Mejor actriz.

## Primeros años y educación
Day nació el 30 de diciembre de 1984 en Edmonds, Washington. Poco después de cumplir tres años de edad, se mudó al sudeste de San Diego, California, con su familia. Comenzó a cantar de pequeña, en la Iglesia Metodista de Chula Vista, California, y a los cinco años empezó a tomar clases de baile. Asistió a la Escuela Primaria Valencia Park, donde surgió su interés profesional por las artes escénicas. A los doce años, comenzó a interesarse en el jazz, en particular vocalistas como Billie Holiday, Ella Fitzgerald y Dinah Washington, quienes serían una gran influencia en su estilo. Day asistió a la Escuela de Artes Creativas y Escénicas de San Diego en Paradise Hills, de la que se graduó en 2003. El 11 de julio de 2019, fue nombrada miembro honorario de la sororidad Delta Sigma Theta.

## Carrera
Después de terminar la secundaria, Day tuvo unos veinte trabajos diferentes, entre ellos animadora infantil. En 2010, Kai Millard, por entonces esposa de Stevie Wonder, presenció una actuación de Day en un centro comercial y se lo comentó a su esposo. Poco después, Wonder se comunicó por teléfono con Day; un año después, Wonder la presentó con el productor Adrian Gurvitz. Gurvitz colaboraría en el álbum debut de Day unos años después.
En 2011, Day firmó un acuerdo con Buskin Records, respaldada por Jeffrey Evans, quien dos años más tarde se convertiría en su representante. Más tarde, Day y Buskin consiguieron un contrato con Warner Bros. Records, en parte por la popularidad de los numerosos covers acústicos y mashups que la cantante subía en ese entonces a su canal de YouTube, filmados en la habitación de su hermana en San Diego. Sus canciones versionadas incluyen "Mamma Knows Best" de Jessie J, "Lose Yourself" de Eminem, y "Uprising", de Muse, entre otras. Entre sus mashups, se destacan una mezcla de "Big Poppa" de The Notorious B.I.G. con "Let's Get It On" de Marvin Gaye, y otro que combina "He Can Only Hold Her" de Amy Winehouse con "Doo Wop (That Thing)" de Lauryn Hill.
Durante esta época, Day, junto con Gurvitz, compusieron alrededor de cuarenta canciones originales. Otros productores y músicos que contribuyeron a crear el que sería su álbum de estudio debut fueron Raphael Saadiq, Questlove, James Poyser, DJ Jazzy Jeff y The Dap-Kings. En 2014, Day realizó una actuación en el Festival de cine de Sundance y atrajo la atención del director Spike Lee, quien luego ofreció dirigir el video de su sencillo "Forever Mine". En 2015, Day actuó en los BET Awards, en la ceremonia de cierre de las Special Olympics, del Festival musical Essence, y en programas de televisión como Jimmy Kimmel Live!, Good Morning America y muchos más. Grabó la canción "Mississippi Goddam", de Nina Simone, para la banda sonora del documental de Netflix What Happened, Miss Simone?.

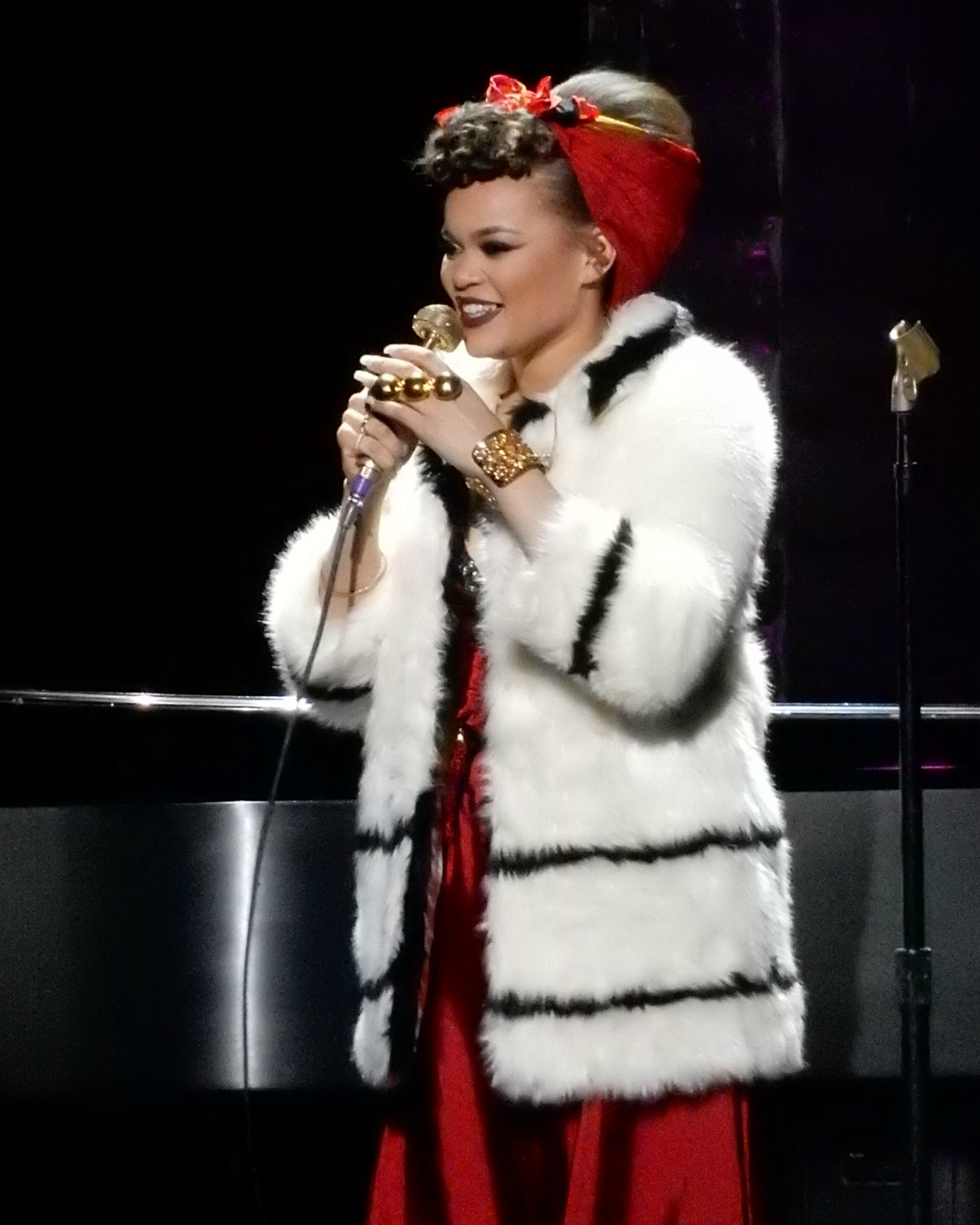
Andra Day en el Radio City Music Hall, ciudad de Nueva York, marzo de 2016.

El 28 de agosto de 2015, Day lanzó su primer álbum de estudio, Cheers to the Fall. Obtuvo una recepción positiva por parte de la crítica; Katie Presley, de NPR, comparó la voz de Day con las de Eartha Kitt, Amy Winehouse, Billie Holiday y Adele. El álbum fue nominado en la categoría Mejor álbum de R&B y el sencillo "Rise Up" obtuvo una nominación a la mejor interpretación de R&B en los Premios Grammy de 2016. Llegó al puesto 48 en el ranking Billboard 200 de Estados Unidos. En septiembre de 2015, "Rise Up" se utilizó en una publicidad de Beats by Dre con la tenista Serena Williams. En noviembre y diciembre de 2015, Day participó en un comercial de Apple TV junto a Stevie Wonder, en el que ambos cantaron "Someday at Christmas", de Wonder.
En agosto y septiembre de 2015, Day realizó su primera gira nacional, como telonera de Lenny Kravitz. En octubre de 2015, cantó "Rise Up" en la Casa Blanca y una vez más en el especial en vivo de A&E Shining a Light: A Concert for Progress on Race in America.
En mayo de 2016, Day firmó un acuerdo con McDonald's y Coca-Cola para el uso de su imagen en cincuenta millones de vasos pertenecientes a la cadena de comidas rápidas. El acuerdo formó parte del programa "Comparte un vaso" e incluyó fragmentos de la letra de "Rise Up". Quienes comprasen los vasos en McDonald's entrarían en un sorteo para obtener entradas al Festival musical Essence en junio de 2016. En noviembre de 2016, se dio inicio a la gira de Cheers to the Fall en San Diego, ciudad natal de Day.
En 2016, Day actuó en la Convención Nacional Demócrata, en Filadelfia, y recibió una calurosa respuesta por parte del público. Su actuación fue inmediatamente posterior a la lectura de un discurso escrito por las integrantes de Mothers of the Movement, un grupo de madres afroamericanas que perdieron un hijo por violencia policial o por violencia con armas de fuego.
En diciembre de 2016, Andra Day recibió el premio Powerhouse ("Fuerza motriz") en el evento anual Billboard Women in Music. Cuando se le preguntó qué hace que una persona sea una "fuerza motriz", respondió: "Creo que sucede cuando les recuerdas su valor, su propósito. Les recuerdas que no estás aquí solo para existir, estás aquí para causar un impacto en las vidas de las personas... Creo que reafirma eso".
En 2017, Day grabó la canción "Stand Up for Something" con el rapero Common para la película Marshall. El sencillo fue nominado a los Premios Óscar en la categoría Mejor canción original; Day y Common interpretaron la canción en la ceremonia que tuvo lugar en marzo de 2018.
El 24 de marzo de 2018, Day cantó con el coro de niños de Baltimore como parte de la apertura de la Marcha por nuestras vidas, que se llevó a cabo en Washington D. C..
En 2021, Day obtuvo su primer protagónico en cine en el drama biográfico The United States vs. Billie Holiday. Por su personificación de Billie Holiday, fue nominada a los premios Globos de Oro como mejor actriz dramática.

## Discografía

### Álbumes de estudio
| Título             | Detalles | Máxima posición | Máxima posición | Máxima posición |
| Título             | Detalles | US              | US R&B/Hip- Hop | US R&B          |
| ------------------ | --- | --------------- | --------------- | --------------- |
| Cheers to the Fall | - Lanzamiento: 28 de agosto de 2015 - Sello discográfico: Buskin, Warner Bros. - Formatos: CD, LP, descarga digital | 48              | 6               | 3               |

### Extended plays
| Título                         | Detalles                                                                                            |
| ------------------------------ | --------------------------------------------------------------------------------------------------- |
| Merry Christmas from Andra Day | - Lanzamiento: 28 de octubre de 2016 - Sello discográfico: Warner Bros. - Formato: Descarga digital |

### Sencillos
| "The Light That Never Fails"                                             | 2015 | — | — | —  | —  | —   | —  | —  | —  |                                 |                    |
| "Forever Mine"                                                           | 2015 | — | — | —  | —  | —   | —  | —  | —  |                                 | Cheers to the Fall |
| "Rise Up"                                                                | 2015 | 1 | 31 | 13 | 26 | 115 | 13 | 61 | 19 | - RIAA: 2x Platino - BPI: Plata | Cheers to the Fall |
| "Someday at Christmas" (con Stevie Wonder)                               | 2015 | — | —"Someday at Christmas" no entró en el ranking Hot R&B/Hip-Hop Songs, pero alcanzó el número 12 en el ranking R&B/Hip-Hop Digital Songs. | 24 | —  | —   | —  | —  | —  |                                 |                    |
| "Gold"                                                                   | 2016 | — | — | —  | —  | —   | —  | —  | —  |                                 | Cheers to the Fall |
| "Amen"                                                                   | 2018 | — | — | —  | —  | —   | —  | —  | —  |                                 |                    |
| "Make Your Troubles Go Away"                                             | 2020 | — | — | —  | —  | —   | —  | —  | —  |                                 |                    |
| "—" significa que la canción no apareció en las listas o no fue lanzada. |      |   | |    |    |     |    |    |    |                                 |                    |

### Otras participaciones
| Título                          | Año  | Otros artistas   | Álbum                                        |
| ------------------------------- | ---- | ---------------- | -------------------------------------------- |
| "New York"                      | 2015 | Sal Filipelli    | This Day in Music History                    |
| "The Only Way Out"              | 2016 |                  | Ben-Hur                                      |
| "God Rest You Merry, Gentlemen" | 2016 | Jennifer Nettles | To Celebrate Christmas                       |
| "Burn"                          | 2016 |                  | The Hamilton Mixtape                         |
| "Hard Love"                     | 2016 | Needtobreathe    | Hard Cuts: Songs from the Hard Love Sessions |
| "Empire State of Mind"          | 2016 | Lang Lang        | New York Rhapsody                            |
| "Visiting Hour"                 | 2017 | Raekwon          | The Wild                                     |
| "Stand Up for Something"        | 2017 | Common           | Marshall                                     |
| "Story of Everything"           | 2019 | Sheryl Crow      | Threads                                      |

## Filmografía

### Cine
| 2017 | Marshall                             | Cantante de club nocturno | Notas |
| ---- | ------------------------------------ | ------------------------- | ----- |
| 2017 | Cars 3                               | Sweet Tea                 | Voz   |
| 2021 | The United States vs. Billie Holiday | Billie Holiday            |       |

## Premios y nominaciones

### Premios Óscar
| Año  | Categoría    | Obra                                 | Resultado | Ref.   |
| ---- | ------------ | ------------------------------------ | --------- | ------ |
| 2021 | Mejor actriz | The United States vs. Billie Holiday | Nominada  | [ 30 ] |

### BET Awards
| Año  | Categoría                     | Resultado |
| ---- | ----------------------------- | --------- |
| 2016 | Artista revelación            | Nominada  |
| 2016 | Mejor artista femenina de R&B | Nominada  |
| 2016 | "Rise Up"                     | Nominada  |

### Billboard Women in Music
| Año  | Categoría  | Resultado |
| ---- | ---------- | --------- |
| 2016 | Powerhouse | Ganadora  |

### Premios CMT Music
| Año  | Canción                  | Categoría       | Resultado |
| ---- | ------------------------ | --------------- | --------- |
| 2018 | "Stand Up for Something" | Artista del año | Nominada  |

### Premios Daytime Emmy
| Año  | Categoría               | Obra                 | Resultado | Ref.   |
| ---- | ----------------------- | -------------------- | --------- | ------ |
| 2018 | Mejor actuación musical | "Rise Up" (The View) | Nominada  | [ 31 ] |

### Premios Globo de Oro
| Año  | Categoría              | Obra                                 | Resultado | Ref.   |
| ---- | ---------------------- | ------------------------------------ | --------- | ------ |
| 2021 | Mejor actriz - Drama   | The United States vs. Billie Holiday | Ganadora  | [ 32 ] |
| 2021 | Mejor canción original | "Tigress & Tweed"                    | Nominada  | [ 32 ] |

### Premios Grammy
| Año  | Obra               | Categoría                   | Resultado |
| ---- | ------------------ | --------------------------- | --------- |
| 2016 | Cheers to the Fall | Mejor álbum de R&B          | Nominada  |
| 2016 | "Rise Up"          | Mejor interpretación de R&B | Nominada  |

### Premios NAACP
| Año  | Categoría          | Resultado |
| ---- | ------------------ | --------- |
| 2016 | Artista revelación | Nominada  |

### Premios Soul Train
| Año  | Obra      | Categoría                                    | Resultado |
| ---- | --------- | -------------------------------------------- | --------- |
| 2016 | "Rise Up" | Premio Ashford & Simpson al mejor compositor | Ganadora  |